# アンダーナッハ
アンダーナッハ（独： Andernach）は、ドイツ連邦共和国南西部のラインラント＝プファルツ州マイエン＝コブレンツ郡に存在する市。ライン川左岸沿い、コブレンツの北 21kmに位置する。
ペレンツ連合自治体 (独: Verbandsgemeinde Pellenz) の行政庁所在地である。

## 歴史
石器時代初期以来、人が居住していたとみられる。紀元前1世紀 ティベリウス帝治下、ケルト人集落の側にローマの要塞が置かれた。建築資材等として需要の多かったライン流域の玄武岩と凝灰岩、さらに陶器や穀物の交易地としても重要な場所であり、後にはここでワインと魚の取引もされた。280年ないし290年頃に強固な市壁が築かれた。480年頃フランク族の所有するところとなった。6世紀から7世紀初めにかけてメロヴィング家の諸王はこの地に置かれた国王荘館・王宮（Königshof, Pfalz）を利用した。王領地アンダーナッハは1167年にフリードリヒ1世（バルバロッサ）によりケルン大司教の所有するところとなった（1794年まで）。しかし教区教会はトリーア大司教のものとされた。1171年商人層に対して裁判における重要な地位が認められ、14世紀初めにはツンフトが市政の一翼を担った。1522年市民の代表者が市参事会に影響力をもつ機関が設けられた。最盛期の12世紀と13世紀には市壁の拡張が行われ、市街地は倍増した。ロマネスク様式の美しい教会リープフラウエン教会（Liebfrauenkirche）は1200年頃に建設が始まったとされる。現存する聖俗の諸建築は当時の繁栄ぶりを今日に伝えている。経済面でのユダヤ人の役割が大きかった。15世紀にラテン語学校が設置された。宗教改革の時期、再洗礼派の同調者が多かった。1903年、ミネラルウォーター用の二酸化炭素を抽出するための掘削を行ったのがきっかけで、アンダーナッハ間欠泉ができたとされ、途中の使用停止期間の後、2006年から間欠泉は定期的に噴出し、2008年には世界で最も高くまで上がる冷水間欠泉としてギネス世界記録に公式登録されている。
Andernachの10世紀の表記はAndarnach、745年の表記はAndernacum。これは4世紀のケルト・ラテン語表記Antunnacumに由来する。Antunnacumとは、ケルトのAntunnus（推定形）という名の人物の居住地を意味する。

## 姉妹都市
- - ファーナム(Farnham) （イギリス）
- - エーケレン(Ekeren)  （ベルギー）
- - サンタマン＝レゾー(Saint-Amand-les-Eaux)  （フランス）
- - ディモナ(Dimona)  （イスラエル）

## 出身有名人
- シュテファン・ベル - サッカー選手